# Тамуров, Пантелей Варламович
Пантелей Варламович Тамуров (14 октября 1896 — 10 октября 1976) — архитектор, внёсший существенный вклад в облик центра Донецка.

## Биография
Родился в 1898 году селе Улаклы. Этнический грек.
Участвовал в Первой мировой и гражданской войне. В первую мировую награждён Георгиевским крестом, в гражданскую — двумя орденами Красного Знамени.
Возглавлял «Сталинстрой». Серго Орджоникидзе наградил его автомобилем М-1 за масштаб строительства.
В 1930-е годы руководил строительством библиотеки имени Крупской, оперного театра, кинотеатра имени Шевченко, Дворца пионеров и школьников, гостиницы «Донбасс» и ряда школ в Сталино.
В 1938 году Тамуров был объявлен врагом народа и приговорён к смертной казни через расстрел. Приговор был пересмотрен и расстрел заменили пятнадцатью годами лишения свободы и пятью годами поражения в правах. Тамуров отбывал срок в Норильске, на строительстве горно-металлургического комбината. Был реабилитирован 10 декабря 1955 года военной коллегией.
Работал в Норильске 1949-1959 г. в руководстве строительства горно-металлургического комбината им. Завенягина А. В. и коксохимзавода. С декабря 1959 по 1976 года работал начальником СМУ-9 Треста № 6 «Саратовжилстрой» в городе Саратове. Несмотря на скромную должность, имел огромный авторитет у партийного и хозяйственного руководства города Саратова.
Похоронен в Саратове рядом с Чернышевским на Воскресенском кладбище.
Почётный гражданин Норильска и Саратова.
26 августа 2009 года по инициативе Донецкого общества греков на здании областной библиотеки имени Крупской была установлена мемориальная доска в честь Пантелея Тамурова.

## Работы
| Фото | Название                                                                             | Год постройки | Соавторы                                                                                         | Расположение                |
| ---- | ------------------------------------------------------------------------------------ | ------------- | ------------------------------------------------------------------------------------------------ | --------------------------- |
|      | Донецкая областная библиотека имени Крупской                                         | 1935          | Архитектор Э. Л. Гамзе. При достройке после войны проект доработан Н. И. Порхуновым              | Ворошиловский район Донецка |
|      | Донецкий академический государственный театр оперы и балета имени А. Б. Соловьяненко | 1941          | Архитектор: Л. И. Котовский                                                                      | Ворошиловский район Донецка |
|      | Гостиница «Донбасс»                                                                  | 1938          | Проект Н. Речаникова и А. Шуваловой. Во время строительства проект переработан Н. И. Порхуновым. | Ворошиловский район Донецка |
|      | Кинотеатр имени Шевченко                                                             | 1939          | Архитектор: Л. И. Теплицкий                                                                      | Ворошиловский район Донецка |
|      | Областной Дворец детского и юношеского творчества                                    |               |                                                                                                  | Ворошиловский район Донецка |
|      | Больница имени Калинина                                                              |               |                                                                                                  | Калининский район Донецка   |